# Bouaye
 Bouaye  es una población y comuna francesa, situada en la región de Países del Loira, departamento de Loira Atlántico, en el distrito de Nantes y cantón de Bouaye.

## Demografía
| 1406 | 1520 | 1607 | 2209 | 3445 | 4815 | 5251 |
| Para los censos de 1962 a 1999 la población legal corresponde a la población sin duplicidades (Fuente: INSEE [Consultar]) |      |      |      |      |      |      |